# Sándor Reschofsky
Sándor Reschofsky (* 15. Februar 1887 in Temesvár (Österreich-Ungarn); † 2. April 1972 in Budapest) war ein ungarischer Pianist, Komponist und Musikpädagoge.

## Leben
Reschofsky studierte an der Musikakademie Budapest Klavier, Komposition und Orchestrierung bei Árpád Szendy und János Koessler. 1908 erwarb er dort sein Klavierlehrer-Diplom. 1913 gab er zusammen mit Béla Bartók die Klavierschule Zongoraiskola heraus, die im Musikverlag Rózsavölgy és társa in Budapest erschien. Ab 1926 arbeitete er an der Ernő-Fodor-Musikschule. Von 1946 bis 1958 unterrichtete er Klavier an der Franz-Liszt-Musikakademie.
Reschofsky komponierte 3 Sinfonien, Lieder, Werke für Klavier, Harfe, Streich- und Bläserensembles. Außerdem komponierte er die beiden Opern Kleopátra und Keleti álom, zu denen er auch das Libretto schrieb.